# Kai Agerskov
Kai Christian Agerskov, född 1822 i Köpenhamn, död 1898 i Stockholm, var en dansk-svensk skeppsbyggnadsmästare och fartygskonstruktör.
Kai Agerskov kom till Stockholm i en första omgång 1843 för att arbeta på  W. Lindbergs Mekaniska Verkstad under tre år. Han återkom 1853 för att efterträda skeppsbyggnadsmästaren Julius Weilbach, som hade avlidit i en koleraepidemi 1953. Kai Ageskovs första ansvar var för byggandet av hjulångaren Götha , varvets första fartyg i stål, 1853-54.
Han hade ansvar för verkstadsföretagets konstruktioner av fartyg och deras byggande under 23 år. Under denna tid ritade han omkring 200 fartyg och hade överinseende av tillverkningen av dem.
Han var gift med Maria Elisabet Agerskov, född 1828 i Köpenhamn.

## Konstruerade fartyg i urval
- Hjulångaren Götha, 1853-54
- M/S Dellen, 1861
- Ångslupen Tomten, 1862